# Кризо, Гнохере
Гнохере́ (Ньоре́) Кризо́ (фр. Gnoheré Krizo; 20 июня 1997 года; Сайюа, Кот-д’Ивуар) — ивуарийский футболист, нападающий.
Играл в футбольной академии итальянского «Интера». Вторую половину 2015 и первую половину 2016 года провёл в белорусском «Слуцке», а вторую половину в молдавском «Саксане». В январе 2017 года перешёл в узбекистанский «Локомотив».